# Fundación Paraguaya
La Fundación Paraguaya es una organización no gubernamental sin fines de lucro, cuyo objetivo es el desarrollo de soluciones innovadoras y sostenibles que fomenten el potencial emprendedor de las personas, con el fin de lograr una notable reducción del desempleo y la pobreza.

## Sobre la fundación
La Fundación alienta a las personas con recursos limitados a crear fuentes de trabajo y aumentar así el ingreso familiar, promoviendo emprendimientos urbanos y rurales a través de cuatro estrategias interrelacionadas:
- Un programa de micro financiamiento que apoya emprendimientos pequeños y start-ups que suelen ser relegadas por las otras incubadoras de empresas.

- Educación financiera y económica para niños y adolescentes que buscan progresar (Junior Achievement).

- Escuelas secundarias agrícolas autosustentables, cuyo fin es enseñar a los alumnos de bajos recursos, y de zonas rurales, sobre la agricultura orgánica y sobre destrezas que les sean útiles para el mundo de los negocios. De esta manera, se busca que dejen de ser “terratenientes pobres y pequeños” y que se conviertan en “emprendedores rurales”.

- Una programa internacional para las escuelas autosuficientes, en conjunto con la organización hermana, Teach A Man To Fish (Enséñale a un hombre a pescar), del Reino Unido.

## Reconocimiento
La Fundación Paraguaya ha recibido varios premios, reconocimientos y distinciones, entre los que se destacan el premio que otorga la Fundación Skoll al Emprendimiento Social y el Premio Visionario Juscelino Kubitschek, otorgado por el Banco Interamericano de Desarrollo.

## Historia
La fundación fue creada por Martín Burt en el año 1985, durante la dictadura de Alfredo Stroessner. Es la primera institución de Microfinanzas en Paraguay y miembro fundacional de la Red Acción Internacional de microfinanciamiento. Con el tiempo, adaptaron las metodologías del programa Junior Achievement, para poder ayudar y enseñar en materia financiera a jóvenes con menos recursos y oportunidades. En el año 2003, la Fundación se hizo cargo de una escuela agrícola que estaba en bancarrota, convirtiéndola en una escuela autosuficiente en términos financieros y proveyendo educación para el manejo de la agricultura. En 2009, sumaron a una escuela para mujeres, y otras dos se unieron al modelo educacional que promueve la empresa en 2011. En total, se logró que 50 escuelas alrededor del mundo adoptasen esta modalidad.